# Rudolph J. Wojta

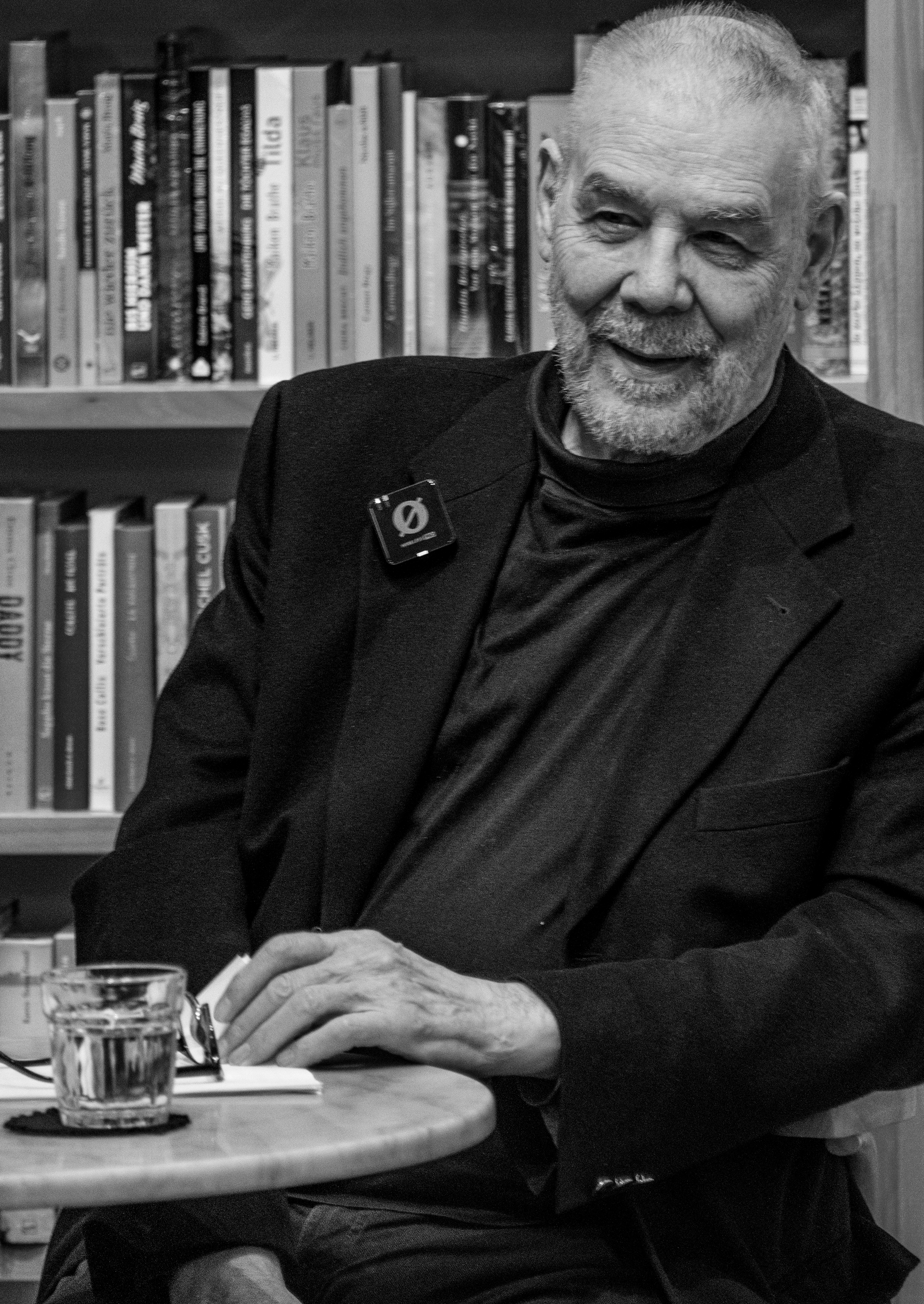
Rudolph J. Wojta, 2024

Rudolph J. Wojta (geboren am 10. August 1944 in Wien) ist ein österreichischer Journalist und Schriftsteller.

## Leben und Werk
Wojta studierte Literaturwissenschaft und Psychologie, begann aber schließlich Kurzgeschichten in deutschen und österreichischen Medien zu publizieren, darunter Die Welt und Die Presse. 1975 wurde er von der Wochenpresse als Literatur- und Theaterkritiker verpflichtet, schrieb dort aber auch über Architektur, Film und Bildende Kunst. 1979 wechselte er zur neugegründeten Stadtzeitung WIENER, als deren Chefredakteur er von 1981 bis 1982 fungierte. Danach kehrte er zur Wochenpresse zurück, für die er lange Jahre eine eigene Kolumne verfasste. Nach der Einstellung der Wochenpresse im Jahr 1996 arbeitete er freiberuflich, unter anderem für die Wiener Zeitung. Im Jahr 2002 gründete er gemeinsam mit Nicholas Allen das steirische Festival Shakespeare in Styria, welches alljährlich bis 2011 ein Shakespeare-Stück in englischer Sprache aufführte. Seit 2013 werden die Aufführungen des Festivals in deutscher Sprache gespielt. Von 2003 bis 2010 lebte Wojta in Murau, danach kehrte er nach Wien zurück.
Zerfall der Lage ist, so Michael Pfeffer, „ein intensiver Roman über einen jungen Dichter, der sich im Winter 1930/31 in einem kleinen Zimmer einquartiert, um an einem großen Werk zu schreiben“. Die Geschichte spielt in Döbling, sie wurde von Heimito von Doderers Leben inspiriert. Dessen Vorhaben, das Schreiben vor das Leben zu stellen, gerät ins Wanken, der Roman thematisiert verdrängte Erinnerungen und die obsessiven Suche nach einer verlorenen Liebe, letztlich den Zerfall der Persönlichkeit.

## Buchpublikationen
- Operation Fledermaus, Kriminalroman, Querverlag 2013 (als Sebastian Benedict), ISBN 978-3-89656-210-4, Zweite Auflage 2024
- Zerfall der Lage, Verlag Klingenberg 2024, ISBN 978-3-903284-33-3